# 第七龙神2020-II
《第七龙神2020-II》是由Imageepoch开发的角色扮演游戏，2013年4月18日由世嘉游戏在PlayStation Portable平台发行，为第七龙神系列的第三部游戏。

## 故事概要
本作为《第七龙神2020》的续篇，在前作中，世界被“龙”所毁灭，政府召集了优秀的能力者与协力者，在付出巨大牺牲后艰难的将龙击退。
但在1年后的2021年，新的“龙”又再次袭来。

## 术语

### 村久机关
为了猎杀龙而组成的秘密组织，主要由具有特殊战斗能力的人员组成，此外还有作业班、辅助班和负责导航的人员。曾经进行过无视人权的实验，以创造具有特殊战斗能力的人员。

### 13班
在前作中拯救世界的英雄，为玩家创建角色所组成的队伍，由于后遗症的影响，无法发挥本来的力量。

### SKY
前作中以涩谷为据点的年轻人组织，本作由于龙的袭击无法继续在涩谷生活，转移到国会议事堂协助13班。

### 龙
从太空袭来的生物，有各种各样的外表，其中有特殊能力的被称作“帝龙”。帝龙可以把特定的地域改造为适合自己生活的环境，并且可以无视物理法则改变地形，如不亮的夜晚、重力反转等，因此形成了迷宫。

## 角色
本作和前作相同，可以自由设定角色的外貌、职业、声优等，本作追加了偶像职业，外貌和颜色的选择也增加了，角色配音除前作的30位声优外，又增加了5位男性、5位女性的配音，合计共有40位声优可以选择。